# Liste des opéras d'Alessandro Scarlatti
Pour un article plus général, voir Liste des œuvres d'Alessandro Scarlatti.
Ceci est une liste des opéras écrits par le compositeur italien Alessandro Scarlatti (1660–1725).
Scarlatti, selon son propre décompte, a composé 115 opéras tout au long de sa carrière, de 1679 à 1721, dont seuls 70 ont survécu, certains partiellement. Il a écrit 45 drammi per musica, ainsi que 7 melodrammi, 2 commedia per musica (ou opere buffe), 2 opere drammatice, 2 favole boscherecce, 2 tragédies en musique, 1 commedia, 1 drame pastoral et 1 dramma sacro per musica.
Des 32 opéras pour Naples, période la plus prolifique située entre 1684 et 1702, seule une quinzaine a survécu — les autres étant attestés par la circulation de quelques airs. De sa période florentine, rien n'a été conservé.

## Liste
| Titre                                                                       | Genre                   | Subdivisions | Livret                                                    | Création                  | Lieu, théâtre                             | Note |
| --------------------------------------------------------------------------- | ----------------------- | ------------ | --------------------------------------------------------- | ------------------------- | ----------------------------------------- | --- |
| Gli equivoci nel sembiante                                                  | dramma per musica       | 3 actes      | Domenico Filippo Contini                                  | 4 ou 5 février 1679       | Rome, théâtre privé des Contini           | R.333.1. L'œuvre est redonnée le 8, devant les cardinaux au Collège Clementine |
| L'honestà negli amori                                                       | dramma per musica       | 3 actes      | Domenico Filippo Bernini ou Domenico Filippo Contini      | 3 février 1680            | Rome, palais de la reine Christine        | |
| Tutto il mal non vien per nuocere (revisé en Dal male il bene, Naples 1687) | commedia per musica     | 3 actes      | Giuseppe Domenico de Totis                                | janvier 1681              | Rome, Teatro Capranica                    | |
| Il Pompeo                                                                   | dramma per musica       | 3 actes      | Nicolò Minato                                             | 25 janvier 1683           | Rome, Teatro Colonna                      | R.335/5 |
| L'Arsate                                                                    | dramma per musica       |              |                                                           | février 1683              | Rome, Palazzo di Flavio Orsini            | |
| La guerriera costante                                                       |                         | 3 actes      | Flavio Orsini                                             | carnaval 1683             | Rome, palais de la duchesse de Bracciano  | |
| L'Aldimiro, o vero Favor per favore                                         | dramma per musica       | 3 actes      | Giuseppe Domenico de Totis                                | 6 novembre 1683           | Naples, Palais royal                      | R.336/6 |
| La Psiche, o vero Amore innamorato                                          | dramma per musica       | 3 actes      | Giuseppe Domenico de Totis                                | 21 décembre 1683          | Naples, Palais royal                      | |
| Olimpia vendicata                                                           | dramma per musica       | 3 actes      | Aurelio Aureli d'après L'Arioste                          | 23 décembre 1685          | Naples, Palais royal                      | |
| La Rosmene, o vero L'infedeltà fedele                                       | melodramma              | 3 actes      | Giuseppe Domenico de Totis                                | carnaval 1686             | Rome, Palazzo Doria Pamphili              | |
| Clearco in Negroponte                                                       | dramma per musica       | 3 actes      | Antonio Arcoleo                                           | 21 décembre 1686          | Naples, Palais royal                      | |
| La santa Dinna                                                              | commedia per musica     | 3 actes      | Benedetto Pamphili                                        | carnaval 1687             | Rome, Palazzo Doria Pamphili              | |
| Il Flavio                                                                   | dramma per musica       | 3 actes      | d'après Matteo Noris                                      | 14 novembre 1688?         | Naples, Palais royal                      | |
| L'Amazone corsara, o vero L'Alvilda                                         | dramma per musica       | 3 actes      | Giulio Cesare Corradi                                     | 6 novembre 1689           | Naples, Palais royal                      | |
| La Statira                                                                  | dramma per musica       | 3 actes      | Pietro Ottoboni                                           | 5 janvier 1690            | Rome, Teatro Tordinona                    | |
| Gl' amori fortunati negl'equivoci                                           | dramma per musica       |              | Domenico Filippo Contini                                  | 10 octobre 1690           | Venise, Palazzo Altieri in Cannaregio     | |
| Gli equivoci in amore, o vero « La Rosaura »                                | melodramma              | 3 actes      | Giovanni Battista Lucini                                  | décembre 1690             | Rome, Palazzo della Cancellaria           | R.340.18. La Rosaura est une commande d'Antonio Ottoboni |
| L'humanità nelle fiere, o vero Il Lucullo                                   | dramma per musica       | 3 actes      | —                                                         | 25 février 1691           | Naples, Teatro San Bartolomeo             | |
| La Teodora augusta                                                          | dramma per musica       | 3 actes      | Adriano Morselli                                          | 6 novembre 1692           | Naples, Palais royal                      | |
| Gerone tiranno di Siracusa                                                  | dramma per musica       | 3 actes      | Aurelio Aureli                                            | 22 décembre 1692          | Naples, Palais royal                      | |
| L'amico dell'amico è nemico di se stessoIl nemico di se stesso              | dramma per musica       |              | [anonyme]                                                 | 18 janvier24 janvier 1693 | NaplesRome, Teatro Capranica              | |
| L'amante doppio, o vero Il Ceccobimbi                                       | mélodrame               | 3 actes      | —                                                         | 25 avril 1693             | Naples, Palais royal                      | |
| Pirro e Demetrio                                                            | dramma per musica       | 3 actes      | Adriano Morselli                                          | 28 janvier 1694           | Naples, Teatro San Bartolomeo             | R.242.23. L'une des arias les plus célèbres de l'opéra, Le violette (« Les violettes »), est chantée notamment par Teresa Berganza, Lamara Chonia, Victoria de los Ángeles, Mado Robin, Renata Tebaldi, Pavarotti et Tito Schipa… |
| Il Bassiano, o vero Il maggior impossibile                                  | melodramma              | 3 actes      | Matteo Noris                                              | printemps 1694            | Naples, Teatro San Bartolomeo             | |
| La santa Genuinda, o vero L'innocenza difesa dall'inganno                   | dramma sacro per musica | 3 actes      | Pietro Ottoboni                                           | décembre 1694             | Rome, Palazzo Doria Pamphili              | R.358.2. Écrit en collaboration : acte I de Giovanni Lorenzo Lulier dit Giovanni del Violone ; acte II d'A. Scarlatti ; acte III de Carlo Francesco Pollarolo.                                                                    |
| Le nozze con l'inimico, o vero L'Analinda                                   | melodramma              | 3 actes      | —                                                         | 1695                      | Naples, Teatro San Bartolomeo             | |
| Nerone fatto Cesare                                                         | melodramma              | 3 actes      | Matteo Noris                                              | 6 novembre 1695           | Naples, Palais royal                      | |
| Massimo Puppieno                                                            | melodramma              | 3 actes      | Aurelio Aureli                                            | 26 décembre 1695          | Naples, Teatro San Bartolomeo             | |
| Penelope la casta                                                           | dramma per musica       | 3 actes      | Matteo Noris                                              | 23 février 1696? ou 1694  | Naples, Teatro San Bartolomeo, ou Palerme | |
| La Didone delirante                                                         | opera drammatica        | 3 actes      | Francesco Maria Paglia, d'après Antonio Franceschi        | 28 mai 1696               | Naples, Teatro San Bartolomeo             | |
| Comodo Antonino                                                             | dramma per musica       | 3 actes      | Francesco Maria Paglia, d'après Giacomo Francesco Bussani | 18 novembre 1696          | Naples, Teatro San Bartolomeo             | |
| L'Emireno ovvero Il consiglio dell'ombra                                    | opera drammatica        | 3 actes      | Francesco Maria Paglia                                    | 2 février 1697            | Naples, Teatro San Bartolomeo             | |
| La caduta de' Decemviri                                                     | dramma per musica       | 3 actes      | Silvio Stampiglia, d'après Tite-Live                      | 15 décembre 1697          | Naples, Teatro San Bartolomeo             | Ros 345/33 |
| La donna ancora è fedele                                                    | dramma per musica       | 3 actes      | Domenico Filippo Contini                                  | 1698                      | Naples, Teatro San Bartolomeo             | Ros 346/35 |
| Il prigioniero fortunato                                                    | dramma per musica       | 3 actes      | Francesco Maria Paglia                                    | 14 décembre 1698          | Naples, Teatro San Bartolomeo             | Ros 346/36 |
| L'Anacreonte tiranno                                                        | dramma per musica       | 3 actes      | Giacomo Francesco Bussani                                 | 25 septembre 1698         | Florence, Pratolino, Villa Medicea        | |
| Gl'inganni felici                                                           | dramma per musica       | 3 actes      | Apostolo Zeno                                             | 6 novembre 1699           | Naples, Palais royal                      | |
| L'Eraclea                                                                   | dramma per musica       | 3 actes      | Silvio Stampiglia                                         | 30 janvier 1700           | Naples, Teatro San Bartolomeo             | R.347/38 ; Dent 1.208/1 |
| Odoardo                                                                     | dramma per musica       | 3 actes      | Apostolo Zeno                                             | 5 mai 1700                | Naples, Teatro San Bartolomeo             | |
| Dafni                                                                       | favola boschereccia     | 3 actes      | Francesco Maria Paglia                                    | 5 août 1700               | Naples, viceroy's villa at Posillipo      | |
| Laodicea e Berenice                                                         | dramma per musica       | 3 actes      | d'après Matteo Noris                                      | avril 1701                | Naples, Teatro San Bartolomeo             | |
| Il pastore di Corinto                                                       | favola boschereccia     | 3 actes      | Francesco Maria Paglia                                    | 5 août 1701               | Naples, villa du viceroy, à Pausilippe    | |
| Tito Sempronio Gracco                                                       | dramma per musica       | 3 actes      | Silvio Stampiglia                                         | février 1702              | Naples, Teatro San Bartolomeo             | |
| Tiberio imperatore d'oriente                                                | dramma per musica       | 3 actes      | Giovanni Domenico Pallavicino                             | 8 ou 17 mai 1702          | Naples, Palais royal                      | |
| Il Flavio Cuniberto                                                         | dramma per musica       | 3 actes      | Matteo Noris                                              | septembre 1702 ?          | Pratolino, Villa Medicea                  | |
| Arminio                                                                     | dramma per musica       | 3 actes      | Antonio Salvi                                             | septembre 1703            | Pratolino, Villa Medicea                  | |
| Turno Aricino                                                               | dramma per musica       | 3 actes      | Silvio Stampiglia                                         | septembre 1704            | Pratolino, Villa Medicea                  | |
| Lucio Manlio l'imperioso                                                    | dramma per musica       | 3 actes      | Silvio Stampiglia                                         | septembre 1706            | Pratolino, Villa Medicea                  | |
| Il gran Tamerlano                                                           | dramma per musica       | 3 actes      | Antonio Salvi d'après Jacques Pradon                      | septembre 1706            | Pratolino, Villa Medicea                  | |
| Il Mitridate Eupatore                                                       | tragedia in musica      | 5 actes      | Girolamo Roberti Frigimelica                              | 5 janvier 1707            | Venise, Teatro San Giovanni Grisostomo    | |
| Il trionfo della libertà                                                    | tragedia in musica      | 5 actes      | Girolamo Roberti Frigimelica                              | 11 février 1707           | Venice, Teatro San Giovanni Grisostomo    | Seules quelques arias ont été conservées |
| Il Teodosio                                                                 | dramma per musica       | 3 actes      | Vincenzo Grimani ?                                        | 27 janvier 1709           | Naples, Teatro San Bartolomeo             | |
| L'amor volubile e tiranno                                                   | dramma per musica       | 3 actes      | Giovan Domenico Pioli et Giuseppe Papis                   | 25 mai 1709               | Naples, Teatro San Bartolomeo             | |
| La principessa fedele                                                       | dramma per musica       | 3 actes      | Agostino Piovene                                          | 8 février 1710            | Naples, Teatro San Bartolomeo             | |
| La fede riconosciuta                                                        | dramma pastorale        | 3 actes      | Benedetto Marcello?                                       | 14 octobre 1710           | Naples, Teatro San Bartolomeo             | |
| Giunio Bruto, o vero La caduta dei Tarquini                                 | dramma per musica       | 3 actes      | Sinibaldi?                                                |                           | destiné à Vienne, mais annulé             | en collaboration : acte I de Carlo Cesarini ; acte II d'Antonio Caldara ; acte III d'A. Scarlatti |
| Il Ciro                                                                     | dramma per musica       | 3 actes      | Pietro Ottoboni                                           | carnaval 1712             | Rome, Palazzo della Cancellaria           | R.353.56 |
| Scipione nelle Spagne                                                       | dramma per musica       | 3 actes      | Apostolo Zeno                                             | 21 janvier 1714           | Naples, Teatro San Bartolomeo             | R.354.57 |
| L'amor generoso                                                             | dramma per musica       | 3 actes      | Giuseppe Papis et Silvio Stampiglia                       | 1er octobre 1714          | Naples, Palais royal                      | |
| Tigrane                                                                     | dramma per musica       | 3 actes      | Domenico Lalli, d'après Hérodote                          | 16 février 1715           | Naples, Teatro San Bartolomeo             | |
| Carlo re d'Allemagna                                                        | dramma per musica       | 3 actes      | Francesco Silvani                                         | 26 janvier 1716?          | Naples, Teatro San Bartolomeo             | R.355.60 |
| La virtù trionfante dell'odio e dell'amore                                  | dramma per musica       | 3 actes      | Francesco Silvani                                         | 3 mai 1716                | Naples, Palais royal                      | |
| Telemaco                                                                    | dramma per musica       | 3 actes      | Carlo Sigismondo Capece                                   | carnaval 1718             | Rome, Teatro Capranica                    | R.355.62 |
| Il trionfo dell'onore                                                       | commedia                | 3 actes      | Francesco Antonio Tullio                                  | 26 novembre 1718          | Naples, Teatro dei Fiorentini             | |
| Il Cambise                                                                  | dramma per musica       | 3 actes      | Domenico Lalli                                            | 4 février 1719            | Naples, Teatro San Bartolomeo             | |
| Marco Attilio Regolo                                                        | dramma per musica       | 3 actes      | Matteo Noris                                              | carnaval 1719             | Rome, Teatro Capranica                    | R.356.65 |
| Griselda                                                                    | dramma per musica       | 3 actes      | Apostolo Zeno, révisé par Francesco Maria Ruspoli         | janvier 1721              | Rome, Teatro Capranica                    | |